# Tuomas Pihlman
Juha Tuomas Kalervo Pihlman (Espoo, 13 novembre 1982) è un hockeista su ghiaccio finlandese.
Gioca nella SM-liiga finlandese per i Porin Ässät.

## Palmarès

### Club
- Campionato finlandese: 3

JYP: 2008-2009, 2011-2012
Ässät: 2012-2013

### Nazionale
- Campionato mondiale di hockey su ghiaccio Under-18: 1

Svizzera 2000